# ロンドン議会
ロンドン議会（ロンドンぎかい、英: London Assembly）は、イギリスの首都・ロンドンの議会。
大ロンドン庁の一部を成し、ロンドン市長の活動を監視する。3分の2以上の多数を以て市長の提示した年間予算を修正する権力を有する。また、ロンドン市民にとって重要な他の問題（交通、環境問題等）を調査し、それにより発見した事項および勧告を公表し、市長に提議することができる。
タワーブリッジの近く、テムズ川南岸のシティ・ホールを拠点とする。

## 議会議員
ロンドン議会は比例代表制の一種である小選挙区比例代表連用制によって選出される25名の議員から構成され、市長の任期と同じくして4年ごとに改選される。一選挙区につき一名を定数とする14の小選挙区と、ロンドン全体を一つの比例区として得票数に応じて政党名簿から選出する拘束名簿式比例代表制（多数/ドント）による定数が11ある。比例区においては、議席を獲得するためには最低でも5%の得票率を必要とする。議会議員は氏名の後ろに'AM' (Assembly Member) の称号を有する。ロンドン議会議員の年収はおよそ£54,000である。議長は毎年議員の中から選出される。
2000年に設置されて以降、現外務大臣のデイビッド・ラミーを始めとして、Meg Hillier、Diana Johnson（以上、労働党）、Andrew Pelling、Bob Neill、Angie Bray、Bob Blackman、Eric Ollerenshaw（以上、保守党）、Lynne Featherstone（自由民主党）の9名のロンドン議会議員が後に英国下院議員として当選を果たしている。

## 選挙結果
| 政党 | 政党           | 2000 | 2004 | 2008 | 2012 | 2016 | 2021 | 2024 |
| ---- | -------------- | ---- | ---- | ---- | ---- | ---- | ---- | ---- |
|      | 労働党         | 9    | 7    | 8    | 12   | 12   | 11   | 11   |
|      | 保守党         | 9    | 9    | 11   | 9    | 8    | 9    | 8    |
|      | 緑の党         | 3    | 2    | 2    | 2    | 2    | 3    | 3    |
|      | 自由民主党     | 4    | 5    | 3    | 2    | 1    | 2    | 2    |
|      | リフォームUK   | -    | -    | -    | -    | -    | 0    | 1    |
|      | イギリス独立党 | 0    | 2    | 0    | 0    | 2    | 0    | -    |
|      | イギリス国民党 | 0    | 0    | 1    | 0    | 0    | -    | -    |
|      |                | 25   | 25   | 25   | 25   | 25   | 25   | 25   |